# 森基夫卡 (切爾尼戈夫區)
52°5′18″N 31°46′40″E / 52.08833°N 31.77778°E

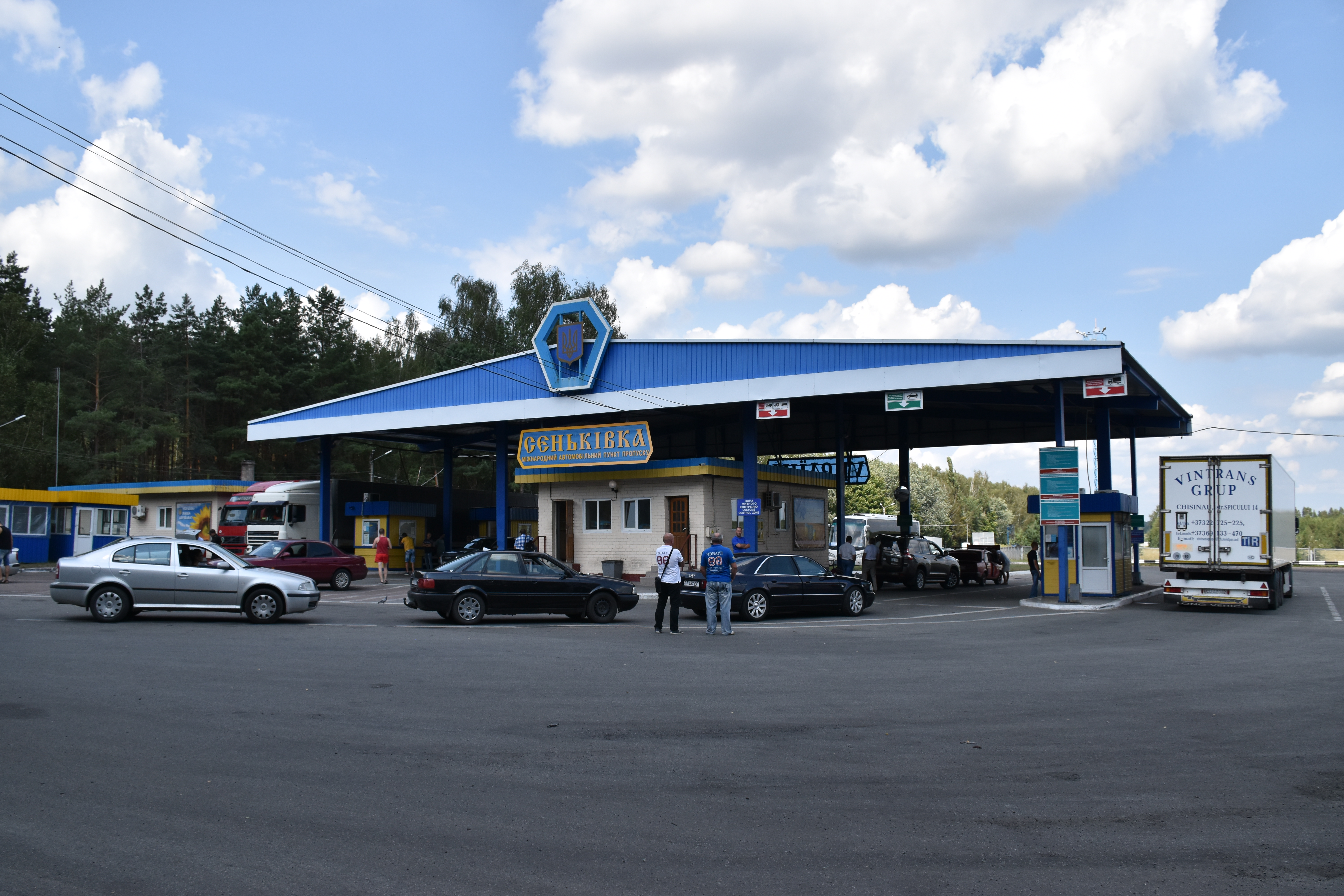
森基夫卡边境口岸

森基夫卡（烏克蘭語：Сеньківка），是烏克蘭北部切爾尼戈夫州切爾尼戈夫區霍罗德尼亚市镇的村落。面積3平方公里，海拔高度153米，2017年人口140，人口密度每平方公里71.3人。